# Ingeborg Hoffmann (Politikerin)

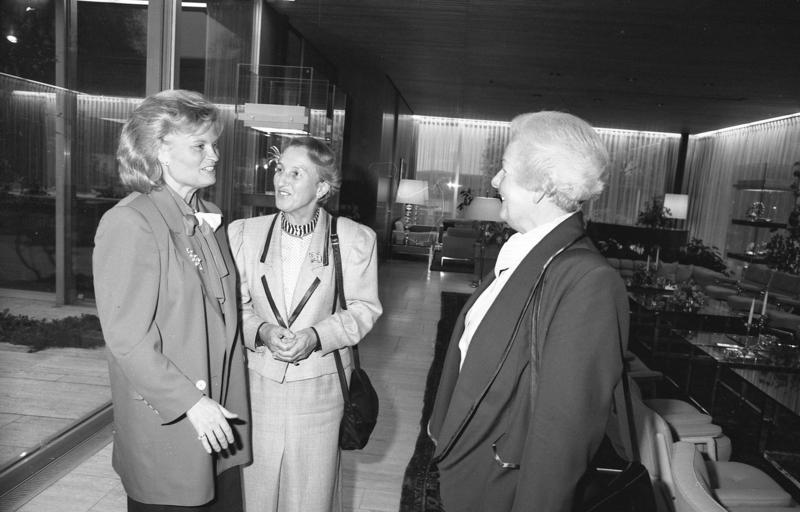
Ingeborg Hoffmann (rechts) 1988 mit Hannelore Kohl (links) und Roswitha Verhülsdonk

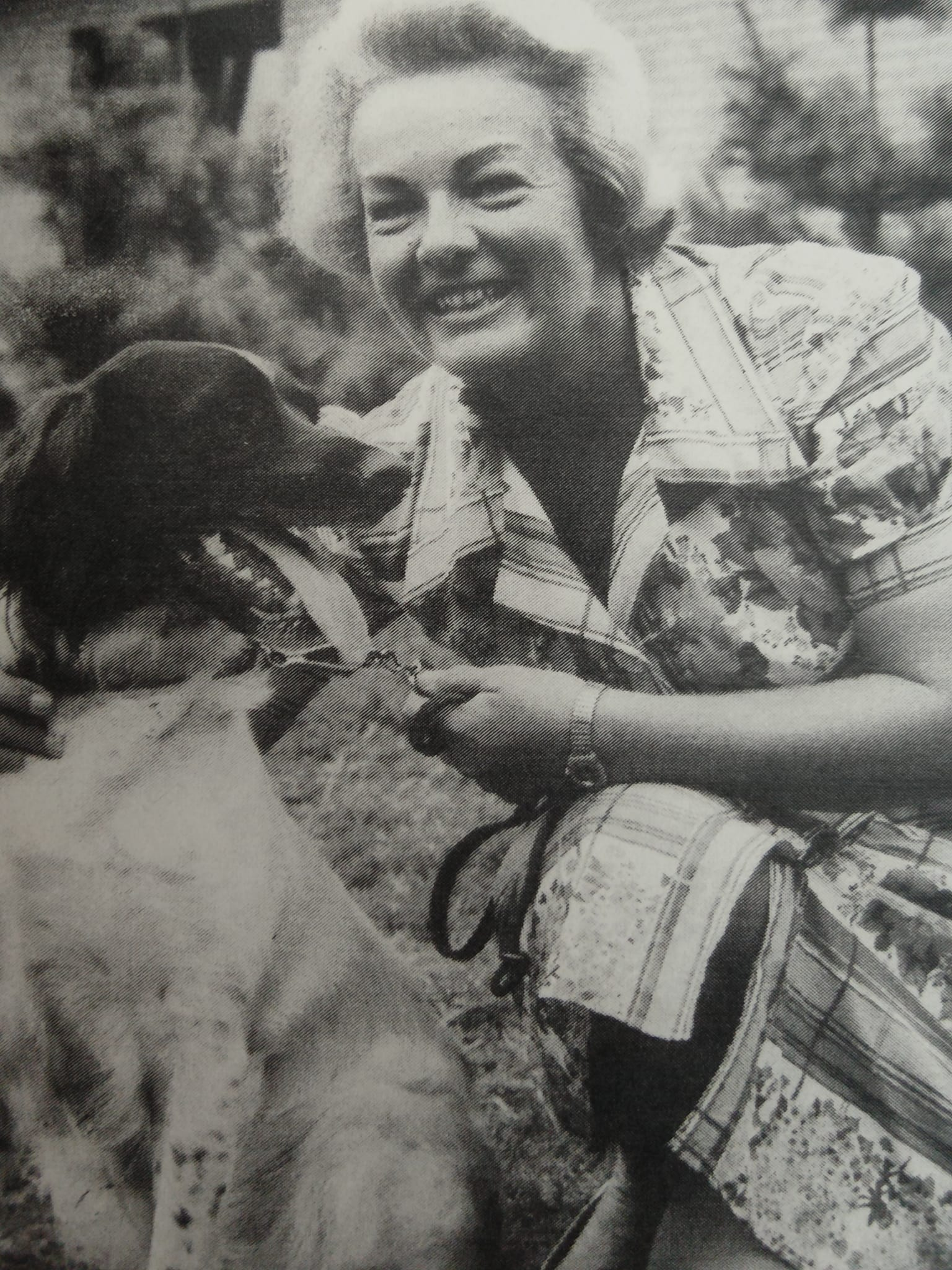
Ingeborg mit Hund (1976)

Ingeborg Hoffmann geb. Hellmich (* 26. November 1923 in Prag; † 24. April 2012 in Walsrode-Honerdingen) war eine deutsche Politikerin (CDU). Von 1976 bis 1990 war sie Abgeordnete des Deutschen Bundestages.

## Leben
Hoffmann schloss die Schule mit dem Abitur ab und besuchte die Höhere Handelsschule. Sie absolvierte Sprachstudien in Frankreich und England und arbeitete von 1948 bis 1954 als Sekretärin und Sachbearbeiterin im Landkreistag Düsseldorf. Später arbeitete sie auch als Hotelier. Im Jahr 1969 trat sie der CDU bei und war von dem Jahr an bis 1972 Kreistagsmitglied und auch Kreisvorsitzende. Hoffmann war Mitglied im Deutschen Hotel- und Gaststättenverband. Sie war für die CDU von 1976 bis 1990 Abgeordnete des deutschen Bundestages. 1976 wurde sie im Wahlkreis Hoya und in den folgenden drei Legislaturperioden im Wahlkreis Soltau-Fallingbostel – Rotenburg II direkt gewählt. Zuletzt gehörte sie dem Auswärtigen Ausschuss an.
Hoffmann war Vorstandsmitglied im Landes- und Bundesvorstand der Mittelstandsvereinigung und von 1980 bis 1990 Mitglied des Landesvorstands der CDU in Niedersachsen.